# Disputa limítrofe del río Encuentro-Alto Palena

Mapa en el que se muestra la disputa territorial y su posterior solución en 1966.

La disputa limítrofe del río Encuentro-Alto Palena fue una disputa territorial entre la República Argentina y la República de Chile por el trazado del límite entre los hitos XVI y XVII de su frontera común en los valles situados al norte del lago General Vintter/Palena (antes lago General Paz), fue resuelta el 24 de noviembre de 1966 por medio del fallo arbitral de la reina Isabel II del Reino Unido.
El fallo dividió entre los dos países el territorio en disputa que fue distribuido entre la comuna de Palena en la provincia de Palena, Región de Los Lagos en Chile (las regiones fueron creadas con posterioridad) y el departamento Languiñeo en la provincia del Chubut en la Argentina.

## Antecedentes
Desde el comienzo de su vida independiente, los dos países trataron de precisar sus límites entre ambos de acuerdo al principio del uti possidetis de 1810. Así el artículo 39 del Tratado de paz, amistad, comercio y navegación que entró en vigor en abril de 1856 disponía que:

Ambas partes contratantes reconocen como límites de sus respectivos territorios los que poseían como tales al tiempo de separarse de la dominación española el año 1810 y convienen en aplazar las cuestiones que han podido o pueden suscitarse sobre esta materia, para discutirlas después pacífica y amigablemente (...)
Art. XXXIX, Tratado de paz, amistad, comercio y navegación, 1856.

En cumplimiento del artículo 39 del Tratado de 1856, los dos países firmaron el Tratado de Límites de 1881. El que en su artículo 1 dispone:

El límite entre Chile y la República Argentina es, de Norte a Sur, hasta el paralelo cincuenta y dos de latitud, la Cordillera de los Andes. La línea fronteriza correrá en esa extensión por las cumbres más elevadas de dicha Cordillera que dividan las aguas y pasará por entre las vertientes que se desprenden a un lado y otro (...)

Se acordó que en los valles cordilleranos en donde no sea clara la línea divisoria de las aguas, las diferencias serían resueltas amistosamente por dos peritos nombrados uno por cada parte y en caso de no arribar éstos a un acuerdo, sería nombrado un tercer perito designado por ambos gobiernos. 
El 20 de agosto de 1888 se suscribió un convenio para llevar a cabo la demarcación de los límites de acuerdo al tratado de 1881, nombrándose a los peritos Diego Barros Arana por Chile y Octavio Pico Burgess por la Argentina. En 1892 Barros Arana expuso su tesis según la cual el Tratado de 1881 había fijado el límite en el divortium aquarum continental, lo que fue rechazado por el perito argentino.
Debido a que surgieron diferencias en varios puntos de la frontera en la que los peritos no se pusieron de acuerdo, la demarcación se suspendió hasta que se suscribió el Protocolo de Límites de 1893, que en su artículo 1 dispone:

Se tendrá, en consecuencia, a perpetuidad, como de propiedad y dominio absoluto de la República Argentina, todas las tierras y todas las aguas, a saber: lagos, lagunas, ríos y partes de ríos, arroyos, vertientes que se hallen al oriente de la línea de las más elevadas cumbres de la Cordillera de los Andes que dividan las aguas, y como de propiedad y dominio absoluto de Chile todas las tierras y todas las aguas, a saber: lagos, lagunas, ríos, y partes de ríos, arroyos, vertientes, que se hallen al occidente de las más elevadas cumbres de la Cordillera de los Andes que dividan las aguas (...)

El 4 de enero de 1887 fue fundado el poblado de Palena por colonos chilenos. En 1889 Carlos María Moyano y Pedro Ezcurra exploraron el valle del río Palena por encargo del gobierno argentino. Ese mismo año el gobierno argentino loteó y vendió en Londres a colonos ingleses, por acciones tierras en el Alto Palena, consideradas parte del territorio nacional por parte de Chile. El 6 de enero de 1894 Hans Steffen, explorador inglés-alemán establecido en Chile descubre el río Encuentro tras explorar la cuenca de los ríos Palena, Carrenleufú y Corcovado (de Argentina), dando nombre al río. Esto lo hizo siendo comisionado por el gobierno de Chile.
En enero de 1894 el perito chileno declaró que entendía que el encadenamiento principal de los Andes era la línea no interrumpida de cumbres que dividen las aguas y que forman la separación de las hoyas o regiones hidrográficas tributarias del Atlántico por el oriente y del Pacífico por el occidente. El perito argentino respondió que ellos no tenían facultades para definir que significaba encadenamiento principal de los Andes ya que sólo eran demarcadores.
Al no ponerse de acuerdo los peritos Barros Arana y Francisco Pascasio Moreno (reemplazante de Pico), se decidió en 1898 recurrir al artículo VI párrafo 2 del Tratado de Límites de 1881 y solicitar a la Reina Victoria del Reino Unido una sentencia arbitral en la cuestión, quien designó tres jueces británicos. 
El gobierno argentino sostuvo que el límite debía ser esencialmente una frontera orográfica por las más altas cumbres de la cordillera de los Andes y el gobierno chileno sostuvo la divisoria continental de aguas. El tribunal consideró que el lenguaje del tratado de 1881 y del protocolo de 1893 era ambiguo y susceptible de varias interpretaciones, siendo irreconciliables las dos posiciones.
El 20 de mayo de 1902 dictó el rey Eduardo VII la sentencia que dividía los territorios de las cuatro secciones en disputa dentro de los límites definidos por las reclamaciones extremas en ambos lados y designaba un oficial británico para que demarcara cada sección en el verano de 1903. Con respecto a la zona del río Encuentro, el laudo expresa: ""Desde el punto fijo en el río Palena, el límite seguirá el río Encuentro, hasta el pico llamado Virgen, y desde allí a la línea que hemos fijado en el lago General Paz (...)".
El informe del Tribunal Arbitral del 19 de noviembre de 1902 detalla la traza de la frontera en el sector: 

Cruzando el Palena en este punto, frente a la confluencia del río Encuentro, seguirá entonces el curso de este último y de su brazo occidental hasta su nacimiento en las faldas occidentales del cerro de la Virgen. Ascendiendo a este pico, seguirá entonces la división local de aguas hacia el sur, hasta la ribera norte del General Paz (...)

En 1903 el oficial demarcador británico capitán Bertram Dickson colocó los hitos XVI y XVII en la confluencia de los ríos Palena y Encuentro el primero y a orillas del lago General Paz el segundo, con alguna dificultad para localizar el río Encuentro descubierto en 1894 por Hans Steffen, dado el desconocimiento de la zona. Las dificultades de accesibilidad le impidieron colocar un mojón en el cerro de la Virgen mencionado en el laudo. Ambos países mantuvieron dudas sobre la localización del río Encuentro y sobre cual era el cerro de la Virgen.

## Comienzo de la disputa
En el mapa que el ingeniero argentino Gunnar Lange confeccionó en el marco del laudo de 1902, confundió el río El Salto con el Encuentro (nombrado en el laudo de 1902), situando el origen de éste último en el cerro de la Virgen, bautizado así por Lange en su mapa. Sin embargo, este río nace del picacho de la Virgen, el cual fue nombrado así posteriormente al cerro homónimo, siendo un factor clave en la disputa. Los trabajos de Gunner fueron utilizados en el plano arbitral.
En 1907 el gobierno argentino envió al ingeniero Luis A. Álvarez a reconocer geográficamente al río Encuentro, informando que debía ser otro río ubicado unos 15 km al oeste.
Desde 1911 comenzaron a asentarse colonos chilenos en la zona en disputa.
El 9 de diciembre de 1913 el gobierno argentino informó oficialmente al de Chile que el consideraba que el hito XVI estaba mal ubicado, ya que no era posible que desde allí la frontera alcanzara el cerro de la Virgen siguiendo las indicaciones del laudo arbitral de 1902. El gobierno de Chile rechazó por nota el 26 de diciembre los reclamos sobre el hito XVI y el 17 de junio de 1914 cerró toda discusión sobre el asunto alegando que el fallo de 1902 era de carácter inamovible.
En noviembre de 1914 ambos gobiernos firmaron un acta con las coordenadas de los hitos fronterizos manteniendo las del hito XVI.
El 16 de abril de 1941 se creó Comisión Mixta Chileno-Argentina de Límites con el objeto de reponer los hitos que hayan deteriorados y colocar nuevos en donde fuera necesario.
Entre 1945 y 1947 el gobierno de Chile otorgó títulos de propiedad a los colonos asentados en la zona en disputa.
El hito XVI se había perdido, por lo que cuando en 1948 se intentó ubicarlo, el comisionado chileno informó a su gobierno sobre las dificultades de precisarlo geográficamente de acuerdo al fallo arbitral de 1902.
El 26 de julio de 1952 la Gendarmería Nacional Argentina tomó posesión de las áreas en disputa en Valle Hondo, Valle Horquetas y las Lagunas del Engaño, notificando a los colonos que en el plazo de un mes debían regularizar su situación ante el estado argentino. Lo cual motivó una protesta diplomática de Chile. El 4 de agosto volvieron a la zona los gendarmes argentinos.
El 11 de octubre de 1952, el nuevo comisionado chileno presentó su convicción de que el cerro de la Virgen mencionado en el laudo de 1902 era, en su opinión, el hasta entonces denominado cerro Central en la cordillera de las Vírgenes, lo que de acuerdo a la divisoria local de aguas hacia el lago General Paz, le otorgará a Chile la zona en disputa. Sin embargo, en diciembre de 1955, la Comisión Mixta Chileno-Argentina de Límites ratificó que el cerro de la Virgen era el hasta entonces considerado. En octubre del año siguiente, a causa de la presión popular, Chile retomó su posición en cuanto al cerro de la Virgen, por lo que el 24 de enero de 1957 el gobierno argentino exigió la vigencia jurídica de lo expresado en 1955 por la Comisión Mixta.
El 2 de mayo de 1956 pobladores chilenos del valle de California, Alto Palena fueron notificados por autoridades argentinas de Esquel de que debían solicitar títulos argentinos de dominio. Carabineros instruyó a la población para impedir que siguieran la disposición y notificó al comandante de la Gendarmería de Esquel que Carabineros impediría su accionar al ser una violación al status quo acordado entre los dos países.
El 3 de noviembre de 1958 los gendarmes argentinos ingresaron nuevamente en la zona en disputa.

## Intentos de solución
Tras el incidente del islote Snipe en el Canal Beagle, los gobiernos de la Argentina y de Chile intentaron realizar acercamientos para poder solucionar los problemas fronterizos. El 2 de febrero de 1959, el presidente argentino Arturo Frondizi aterrizó en el Aeropuerto Los Cerrillos y firmó junto a su homólogo chileno Jorge Alessandri una declaración conocida como Declaración de Los Cerrillos en la que ambos mandatarios se comprometían a "entrar de inmediato en negociaciones encaminadas a encontrar las fórmulas arbitrales adecuadas, que permitan resolver los diferendos existentes".
El 22 de marzo de 1960 Frondizi y Alessandri firmaron en Santiago de Chile la Declaración Conjunta sobre Arbitraje. Los dos presidentes habían acordado someter al arbitraje de la reina Isabel II de Gran Bretaña (o en su defecto del presidente de Suiza) la disputa limítrofe en la zona del río Encuentro y valles de Palena y California, mientras que la disputa del Beagle sería sometida ante la Corte Internacional de Justicia de La Haya.
El 12 de junio de 1960 el canciller argentino y el embajador chileno en Buenos Aires firmaron los acuerdos conocidos como los Pactos del Sesenta: 
- a) Arbitraje en la región del río Encuentro - Palena ante la reina de Gran Bretaña.
- b) Arbitraje de la Corte Internacional de La Haya en la cuestión de las islas Nueva, Picton y otras.
- c) Se reconocía como chilena a la isla Lennox y los islotes adyacentes a ella.
- d) El canal Beagle sería dividido por la línea media "con las inflexiones necesarias para que ambos países queden con aguas propias navegables en toda la extensión de la parte así dividida".
- e) Acta Adicional al Protocolo del 16 de abril de 1941 sobre revisión, reposición y densificación de hitos, que somete al arbitraje de la Confederación Helvética cualquier cuestión sobre los hitos. En caso de que este último no pudiera asumir el arbitraje, queda designado para ello el presidente de los Estados Unidos de América, previa consulta a las partes (art. 7).
- f) Convenio de navegación sin prácticos para el paso inocente de barcos de guerra argentinos en los canales fueguinos entre el canal Beagle y el estrecho de Magallanes o a través del canal Murray entre el Beagle y el pasaje Drake.[21]

En septiembre de 1963, efectivos de la Gendarmería argentina instalaron un cercado en Valle Hondo, al este del cerro de la Virgen, en un área conocida como Río Encuentro por los argentinos y Palena por los chilenos. Este acto generó reclamos diplomáticos del gobierno de Alessandri, que acusó a Argentina de mantener una política expansionista. Aunque las autoridades argentinas argumentaron que el cercado se encontraba en su territorio, el presidente Arturo Illia (1963-1966) decidió retirarlo como muestra de buena voluntad hacia su homólogo chileno. Según Mario Valenzuela Lafourcade, la disposición de Illia a resolver el conflicto estuvo influida por un espíritu de cooperación y vecindad que compartía con Alessandri, lo cual facilitó superar la tensión generada por este incidente.
Este texto generó suspicacias a ambos lados de los Andes, las autoridades argentinas no estuvieron de acuerdo con la renuncia sobre Lennox y además preferían buscar una solución bilateral y no recurrir a un arbitraje. El Senado chileno rechazó el convenio sobre navegación. Ante la falta de apoyo de los pactos en ambas naciones, el presidente chileno Eduardo Frei Montalva retiró su discusión del Congreso en 1965.
En 1964 la Gendarmería argentina construyó instalaciones en Valle Horquetas y comenzó a colocar cercos.
A pesar del rechazo al pacto, la idea del arbitraje se concretó. En 1964 ambos gobiernos aceptaron someter la diferencia limítrofe al Tribunal de La Haya, y al año siguiente, ambos mandatarios participaron en una cumbre en la ciudad de Mendoza destinada a buscar una solución definitiva en cuanto a las fronteras. Sin embargo los avances en esta gestión se verían abortados tanto por los nacionalismos exacerbados (provenientes principalmente desde las Fuerzas Armadas de ambos países), las diversas violaciones a los acuerdos limítrofes por barcos en las costas del Beagle, el conflicto en Laguna del Desierto, el derrocamiento de Arturo Umberto Illia en 1966 y la resolución pendiente del arbitraje en Palena.
El gobierno de Chile invitó el 15 de septiembre de 1964 al gobierno inglés a intervenir como árbitro en la controversia.
Chile intentó el 30 de octubre de 1964 alcanzar un acuerdo para elevar la disputa a la Corte de Justicia Internacional de La Haya, pero la Argentina no estuvo de acuerdo. El 6 de noviembre de 1964, luego de la asunción de un nuevo gobierno en Chile, los cancilleres Gabriel Valdés Subercaseaux (de Chile) y Miguel Ángel Zavala Ortiz (de la Argentina) emitieron una Declaración Conjunta en donde se comprometían a llevar la disputa ante la reina británica, tratando de resolver la cuestión "conforme a las disposiciones del Tratado General de Arbitraje de 1902, dejando a salvo las posiciones asumidas por las dos partes en esta materia". Contemplando también la posibilidad de lograr un acuerdo directo entre ambos países para resolver la disputa.

## Incidente violento
En el valle de California, Alto Palena, ocupado por gendarmes argentinos desde 1958, se estuvo a punto de presenciar un grave incidente en 1965 debido al ambiente tenso que reinaba. Un grupo de gendarmes, liderado por un alférez argentino, intentó agredir a un colono chileno desarmado, lo que llevó al Canciller Gabriel Valdés a presentar una protesta formal. La prensa chilena, por su parte, inició una campaña para cancelar la visita del Presidente Frei Montalva a Argentina, cuyo propósito era precisamente avanzar en las tareas pendientes de delimitación fronteriza entre ambos países.  
La respuesta desde Argentina tardó varios días en llegar. Finalmente, el Canciller Zavala Ortiz visitó Santiago brevemente y afirmó no estar al tanto de lo ocurrido en el valle de California. No obstante, al ser informado de los detalles del incidente, el presidente Illia ordenó la retirada del alférez argentino responsable de la patrulla.  
Este gesto fue considerado satisfactorio por el gobierno chileno, lo que permitió retomar los planes de la visita presidencial. Frei Montalva llegó a Mendoza el 30 de octubre, donde fue recibido cordialmente, lo que dio la impresión de que los conflictos recientes habían quedado atrás. Durante el encuentro, los mandatarios acordaron concluir las actividades de la comisión mixta en un plazo de cinco años y firmaron un compromiso para someter el conflicto del Canal Beagle a arbitraje internacional, aunque dicho acuerdo no logró implementarse en la práctica.

## Fallo arbitral
El 25 de noviembre de 1964 el gobierno argentino envió un Memorándum pidiendo formalmente el arbitraje de la reina Isabel II, firmándose el Compromiso de arbitraje el 1 de abril de 1965 en Londres.
La reina nombró a los árbitros Lord McNair (como presidente), L.P. Kirwan y el brigadier K.M. Papworth. Una misión enviada por el Tribunal examinó el área en disputa entre diciembre de 1965 y enero de 1966.
Los alegatos de las partes se realizaron entre el 19 de septiembre y el 21 de octubre de 1966.
La Memoria presentada por la Argentina indicaba que la confusión de los demarcadores en 1902 no anulaba el fallo de ese año y que el límite entre los hitos XVI y XVII permanecía sin establecer. Entre el hito XVI y la confluencia del río Encuentro con el río Falso Engaño, era por el curso del río Encuentro hasta sus fuentes en el Portezuela de las Raíces como fue establecida en el fallo de 1902 o alternativamente por el acuerdo unánime de la Comisión Mixta Argentino Chilena en 1955.
La Memoria chilena sostuvo que el límite pasaba por el río Encuentro hasta sus fuentes en las laderas occidentales del picacho de la Virgen ubicado en el cordón de las Vírgenes (cerro Central).
El 9 de diciembre de 1966 fue dictado el fallo arbitral:

Desde el hito 16 en la ribera norte del río Palena el límite cruzará el Palena hasta la boca del río Encuentro. Seguirá luego el thalweg del Encuentro hasta el Punto A en Confluence. El límite tomará luego el brazo oriental y seguirá el thalweg del Encuentro por casi 16 kilómetros hasta el Punto B. La línea tomará luego el brazo occidental y ascenderá por medio de una pequeño lago a la divisoria local de aguas en el Punto C. Luego girará hacia el sur y seguirá la divisoria local de aguas por casi 2 kilómetros hasta el Punto D. El límite girará luego hacia el oeste y seguirá la divisoria local de aguas por casi 6 kilómetros hasta el Punto E sobre las colinas a veces conocidas como Cordon de los Morros. Girará hacia el sur y seguirá la divisoria local de aguas hasta el Punto G en la cima de una colina justo al este del río Engaño. El límite procederá por una línea recta hasta el Punto H sobre una colina baja al oeste del río Engaño, y luego por una línea recta hasta el Punto I, sobre la divisoria de aguas al norte del Cerro de la Virgen. Tomando su rama sur, seguirá la divisoria local de aguas hasta el Punto J en el Cerro de la Virgen. El límite seguirá luego la divisoria local de aguas por el sur hasta la costa norte del Lago General Paz en el hito 17.

La demarcación en el terreno debía ejecutarse en el verano de 1966 - 1967 comenzando no más tarde del 7 de enero de 1967. Unos 420 km² de tierras fértiles en disputa fueron reconocidos a la Argentina, incluyendo los valles Norte y Hondo, la rica región del río Engaño y de laguna del Engaño, como también se perpetúa la ocupación del valle de las Horquetas por parte de la Gendarmería Argentina. Mientras, el valle California, la parte más fértil del territorio en disputa, fue reconocido a Chile.
A raíz de este fallo el ministro de Relaciones Exteriores de Chile, Gabriel Valdés, declaró que "el Laudo confirma plenamente la soberanía chilena en el valle de California, que fue poblado desde antiguo por Chile, en un recto entendimiento del fallo de 1902". Agregó que la sentencia rechaza la decisión tomada en 1955, por la Comisión Mixta de Límites sobre el curso del río Encuentro y acepta la tesis chilena de que dicho río tiene su origen en el Cordón de la Vírgenes. Asigna a Argentina la región más montañosa, no poblada, situada en el sur de la zona del litigio".